# 鍾雅
鍾雅（？—329年），字彥冑，穎川長社人。晉朝官員，三國時曹魏太傅鍾繇之弟鍾演的曾孫。官至侍中。

## 生平
鍾雅年少喪父，但好學有才且有志向，被舉為有仁、義、禮、智四種德行而任汝陽縣令，後先後遷任佐著作郎、東海王司馬越的參軍和尚書郎。
鍾雅後來南渡到江東避亂，獲時任丞相的晉元帝任命為記室參軍，後又先後任臨淮內史、振威將軍，散騎侍郎，尚書右丞和北軍中候等職。後來大將軍王敦任鍾雅為其從事中郎，並替代因父親逝世而離職的沈充任宣城內史。太寧二年（324年），王敦之亂踏入最後階段，王敦黨羽錢鳳等人起兵作亂，鍾雅獲加授廣武將軍，率眾駐屯青弋，與支持錢鳳的周玘作戰，並成功擊斬周玘。王敦之亂於當年平定，鍾雅亦被徵召入朝任尚書左丞。
太寧三年（325年），晉明帝死，晉成帝繼位，鍾雅遷任御史中丞。鍾雅任御史中丞時正直執法，違法者都會被他以法檢舉，百官都因此害怕他。咸和元年（326年），北中郎將、徐州刺史劉遐逝世，劉遐部曲因不欲由別人統率而作亂，朝廷命郭默鎮壓，鍾雅假節監征討軍事。領導叛變的田防被臨淮太守劉矯殺死後叛變平息，鍾雅改拜驍騎將軍。
咸和二年（327年），蘇峻之亂爆發。次年蘇峻叛軍逼近建康周圍，鍾雅受命為前鋒監軍、假節領精兵一千，與卞壼等人與蘇峻交戰。但鍾雅以兵少而不敢進擊，同時卞壼大敗戰死，鍾雅於是退還建康，改拜侍中。不久庾亮抵抗失敗並出逃尋陽，蘇峻攻入建康，鍾雅與劉超、王導等人共同守衞晉成帝。同年蘇峻因討伐義軍興起而強遷晉成帝到石頭城，鍾雅和劉超就流著淚徒步跟隨成帝入石頭城。
咸和四年（329年），因蘇峻於上一年戰死，由蘇逸接管餘眾；而討伐軍亦士氣大振，將攻建康，鍾雅、劉超與建康令管斾密謀送成帝離開石頭城投奔討伐軍。但密謀敗露，蘇逸於是命任讓捉拿鍾、劉二人，雖然成帝哭著抱著二人，要求任讓不要帶走二人，但任讓不聽，仍然將二人帶走並殺害。
蘇峻之亂於當年平定，朝廷追贈鍾雅光祿勳。

## 家庭

### 父親
- 鍾曅，公府掾。

### 子女
- 鍾誕，中軍參軍。

## 延伸阅读
[在维基数据编辑]
 《晉書·卷070》，出自房玄齡《晉書》